# 德魯 (密蘇里州)
德魯（英語：Drew）是位於美國密蘇里州拉克利德縣的非建制地區。

## 歷史
德魯的郵局於1892年設立，其後於1930年停運。

## 地理
德魯所處的海拔為高於海平面277米（即909英呎），而該地所採用的時區為UTC-6，即北美中部時區（CST）。同時該地設有夏令時間，為UTC-6調快一小時，即UTC-5（CDT）。